# Закони дванаест таблица
Закон дванаест таблица (лат. Leges Duodecim Tabularum) је зборник на коме се заснивао целокупан римски правни систем.

## Историјске прилике
Римско друштво је било подељено на две оштро супротстављене групе – патриције и плебејце. Патрицији су били потомци племенитих родитеља који су водили главну реч у римској држави, док су плебејци били обичан народ. Читава концепција римске државе заснивала се на фаворизовању патриција и дискриминисању плебејаца. Било је забрањено склапање бракова између ове две групе, плебејци нису имали никаквих политичких права, а целокупна римска војска била је састављена управо од њих. Патрицији су били официри за чије су интересе плебејци морали да проливају крв, а нису могли да учествују у подели ратног плена. Поред свега овога право је било спровођено од стране свештенства (које су чинили искључиво патрицији), а норме су биле усмене, те их је било лако сакрити од плебејаца који су тиме били изложени самовољи и великим злоупотребама од стране патриција, па су морали некако да се боре за своја права.
Најефикаснији начин биле су сеобе (сецесије). Наиме, у Риму су плебејци били у већини, и практично одржавали читаву економију државе, јер су радили све послове, за разлику од патриција који једноставно нису могли да се спусте на ниво једног занатлије или трговца. У таквим условима претња сеобом била је један од најбољих начина да плебс изврши притисак на владајућу класу и избори се за своја права. Током историје десило се неколико сеоба, а управо после једне масовне, патрицији су попустили и одлучили да елиминиши злоупотребе у правном поступку тако што ће кодификовати своје право.

## Настанак
Године 451. п. н. е, патрицији су изабрали комисију од десет сопствених људи (лат. Decemviri legibus scribundis consulari imperio), којима су дали овлашћење да напишу законе. Ова десеторка је тада кренула на пут по развијенијим деловима тада познатог света (у грчке полисе) и тамо прикупила материјал за писање укупно десет таблица законика. Ово није било довољно, па су наредне (450. године п. н. е.) одређени нови децемвири (овог пута по пет патриција и плебејаца), који су додали још две таблице и тиме завршили посао. Исте године свих дванаест таблица је објављено на римском Форуму.
Чланови прве десеторице (451. п. н. е.):
- Апије Клаудије Крас Инрегилски Сабински, конзул (лат. Appius Claudius Crassus Inregillensis Sabinus) - шеф комисије,
- Тит Генуције Аугурин, конзул (лат. Titus Genucius Augurinus),
- Тит Вентурије Крас Цикурин (лат. Titus Veturius Crassus Cicurinus),
- Гај Јулије Јуло (лат. Gaius Iulius Iullus),
- Ауло Манлије Вулзон (лат. Aulus Manlius Vulso),
- Сервије Сулпиције Камерин Корнут (лат. Servius Sulpicius Camerinus Cornutus),
- Публије Сесције Капитон Ватикански,
- Публије Куријације Фист Тригемин (лат. Publius Curiatius Fistus Trigeminus),
- Тит Ромилије Рок Ватикански,
- Спурије Постумије Албо Регилски (лат. Spurius Postumius Albus Regillensis).

Чланови друге десеторице (450. п. н. е.):
- Апије Клаудије Крас Инрегилски Сабински (лат. Appius Claudius Crassus Inregillensis Sabinus),
- Марко Корнелије Малугински (лат. Marcus Cornelius Maluginensis),
- Марко Сергије Есквилин (лат. Marcus Sergius Esquilinus),
- Луције Минуције Есквилин Аугурин (лат. Lucius Minucius Esquilinus Augurinus),
- Квин Фабије Вибулан (лат. Quintus Fabius Vibulanus),
- Квинт Петелије Либон Визол (лат. Quintus Poetelius Libo Visolus),
- Тит Антоније Меренда (лат. Titus Antonius Merenda),
- Цезон Дуилије Лонг (лат. Caeso Duillius Longus),
- Спурије Опије Корницен (лат. Spurius Oppius Cornicen),
- Маније Рабулеј (лат. Manius Rabuleius).

## Садржина
Текст Закона дванаест таблица није сачуван, јер су таблице које су биле истакнуте на Форуму биле од дрвета, па су изгореле приликом провале Гала у Рим. Касније су, по свему судећи, таблице биле обновљене, али нам није позната њихова судбина. Међутим, то и не представља неки проблем ако се зна да су Римљани постали фанатично одани својим Законима да су их сви учили напамет у школама, па да су их касније и сви значајни римски правници цитирали у својим делима. Све ово омогућило је доста прецизну реконструкцију. Најпознатије реконструкције су: Годофредусова из 1653. године, Дирксенова из 1824, и Шелова, која је послужила као основ многим савременим издањима и преводима. Закон дванаест таблица је преведен и на остале светске језике. У Србији је најпознатије издање из 1970. године које су приредили професори Јелена Даниловић и Обрад Станојевић. Садржај таблица:
- 1−3. Судски поступак и извршење пресуда;
- 4−5. Породично и наследно право;
- 6−8. Имовински односи;
- 9. Кривична дела;
- 10. Религијски обреди;
- 11−12. Допуна претходних таблица и различита правила која уређују разне области друштвеног живота (нпр. забрана склапања брака између патриција и плебејаца, што је укинуто неколико година касније).